# 1847

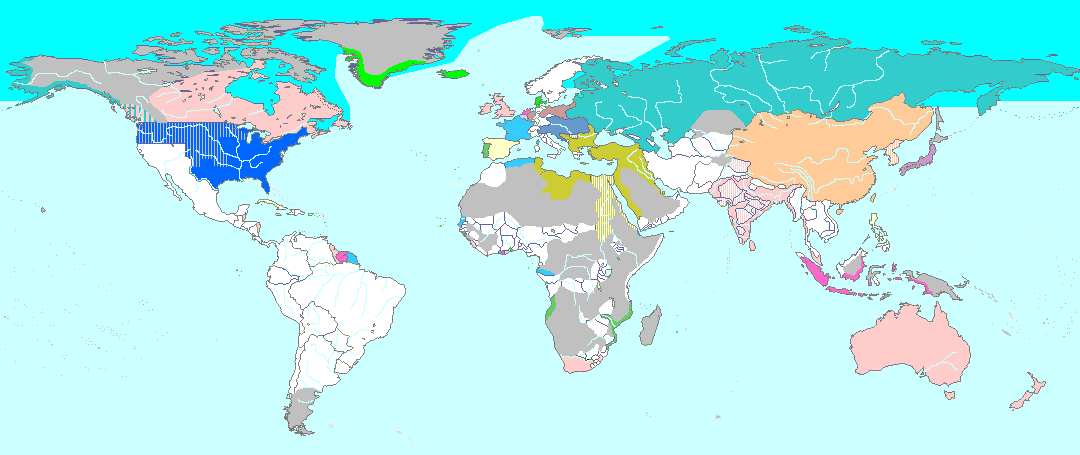
Il mondo nel 1847

Il 1847 (MDCCCXLVII in numeri romani) è un anno  del XIX secolo.

## Eventi
- Nasce il comune di San Ferdinando di Puglia.
- A Forno di Canale sotto il dominio Asburgico, nasce una delle prime fabbriche di birra Italiane.
- Grande espansione russa in Asia centrale.
- 4 gennaio – Samuel Colt vende il suo primo revolver al governo degli Stati Uniti.
- 5 aprile – La compagnia d'avanguardia dei pionieri mormoni parte dai Winter Quarters per dirigersi ad ovest verso il Great Basin.
- 1º giugno – A Londra nasce la Lega dei Comunisti.
- 1º settembre – A Messina si verifica un'insurrezione, con il tentativo di sviare il controllo dell'esercito Borbonico da Palermo a Messina e con il progetto ardito di far fuori tutto lo stato maggiore Borbonico presente a Messina per una festa. I promotori del moto insurrezionale avevano fissato la data per il 2 settembre in accordo con i compagni di Reggio ma l'evento fortunoso della festa aveva fatto anticipare la data di un giorno ai Messinesi che tentano il colpo da soli. Questo primo episodio di rivolta anti-borbonica porterà alla rivoluzione di Palermo nel gennaio 1848. A guidarla furono numerosi patrioti tra cui Giovanni Nesci, Antonio Caglià Ferro, Antonio Pracanica, ma fu sedata nel giro di poche ore. La rivolta, importante più nei contenuti che nella modalità di svolgimento, è ricordata in città dalla via I Settembre, al cui incrocio con piazza del Duomo una lapide ricorda l'evento.
- 2 settembre – A Reggio Calabria scoppia la rivolta anti-borbonica ordita dal patriota Domenico Romeo, che prende la città e istituisce un governo provvisorio.
- 15 settembre – Termina la rivolta anti-borbonica a Reggio Calabria.
- 3 novembre – Vengono firmati a Torino i Preliminari della Lega doganale tra lo Stato Pontificio, il Regno di Sardegna e il Granducato di Toscana.
- 29 novembre – Con la fusione tra la parte insulare del Regno di Sardegna e la parte continentale piemontese, richiesta dal consiglio generale sardo, il regno diventa uno stato unitario. Finisce l'autonomia sarda e cessa la carica di viceré.
- 10 dicembre[1] – Davanti a patrioti provenienti da tutta Italia, viene eseguito per la prima volta il Canto degli Italiani, conosciuto come "Inno di Mameli" o "Inno d'Italia".

## Nati
Ci sono circa 470 voci su persone nate nel 1847; vedi la pagina Nati nel 1847 per un elenco descrittivo o la categoria Nati nel 1847 per un indice alfabetico.

## Morti
Ci sono circa 210 voci su persone morte nel 1847; vedi la pagina Morti nel 1847 per un elenco descrittivo o la categoria Morti nel 1847 per un indice alfabetico.

## Calendario
| Calendario 1847 | Calendario 1847 | Calendario 1847 | Calendario 1847 | Calendario 1847 | Calendario 1847 | Calendario 1847 | Calendario 1847 | Calendario 1847 | Calendario 1847 | Calendario 1847 | Calendario 1847 | Calendario 1847 | Calendario 1847 | Calendario 1847 | Calendario 1847 | Calendario 1847 | Calendario 1847 | Calendario 1847 | Calendario 1847 | Calendario 1847 | Calendario 1847 | Calendario 1847 | Calendario 1847 | Calendario 1847 | Calendario 1847 | Calendario 1847 | Calendario 1847 | Calendario 1847 | Calendario 1847 | Calendario 1847 | Calendario 1847 | Calendario 1847 |
| --------------- | --------------- | --------------- | --------------- | --------------- | --------------- | --------------- | --------------- | --------------- | --------------- | --------------- | --------------- | --------------- | --------------- | --------------- | --------------- | --------------- | --------------- | --------------- | --------------- | --------------- | --------------- | --------------- | --------------- | --------------- | --------------- | --------------- | --------------- | --------------- | --------------- | --------------- | --------------- | --------------- |
|                 | 1               | 2               | 3               | 4               | 5               | 6               | 7               | 8               | 9               | 10              | 11              | 12              | 13              | 14              | 15              | 16              | 17              | 18              | 19              | 20              | 21              | 22              | 23              | 24              | 25              | 26              | 27              | 28              | 29              | 30              | 31              |                 |
| Gennaio         | Ve              | Sa              | Do              | Lu              | Ma              | Me              | Gi              | Ve              | Sa              | Do              | Lu              | Ma              | Me              | Gi              | Ve              | Sa              | Do              | Lu              | Ma              | Me              | Gi              | Ve              | Sa              | Do              | Lu              | Ma              | Me              | Gi              | Ve              | Sa              | Do              |                 |
| Febbraio        | Lu              | Ma              | Me              | Gi              | Ve              | Sa              | Do              | Lu              | Ma              | Me              | Gi              | Ve              | Sa              | Do              | Lu              | Ma              | Me              | Gi              | Ve              | Sa              | Do              | Lu              | Ma              | Me              | Gi              | Ve              | Sa              | Do              |                 |                 |                 |                 |
| Marzo           | Lu              | Ma              | Me              | Gi              | Ve              | Sa              | Do              | Lu              | Ma              | Me              | Gi              | Ve              | Sa              | Do              | Lu              | Ma              | Me              | Gi              | Ve              | Sa              | Do              | Lu              | Ma              | Me              | Gi              | Ve              | Sa              | Do              | Lu              | Ma              | Me              |                 |
| Aprile          | Gi              | Ve              | Sa              | Do              | Lu              | Ma              | Me              | Gi              | Ve              | Sa              | Do              | Lu              | Ma              | Me              | Gi              | Ve              | Sa              | Do              | Lu              | Ma              | Me              | Gi              | Ve              | Sa              | Do              | Lu              | Ma              | Me              | Gi              | Ve              |                 |                 |
| Maggio          | Sa              | Do              | Lu              | Ma              | Me              | Gi              | Ve              | Sa              | Do              | Lu              | Ma              | Me              | Gi              | Ve              | Sa              | Do              | Lu              | Ma              | Me              | Gi              | Ve              | Sa              | Do              | Lu              | Ma              | Me              | Gi              | Ve              | Sa              | Do              | Lu              |                 |
| Giugno          | Ma              | Me              | Gi              | Ve              | Sa              | Do              | Lu              | Ma              | Me              | Gi              | Ve              | Sa              | Do              | Lu              | Ma              | Me              | Gi              | Ve              | Sa              | Do              | Lu              | Ma              | Me              | Gi              | Ve              | Sa              | Do              | Lu              | Ma              | Me              |                 |                 |
| Luglio          | Gi              | Ve              | Sa              | Do              | Lu              | Ma              | Me              | Gi              | Ve              | Sa              | Do              | Lu              | Ma              | Me              | Gi              | Ve              | Sa              | Do              | Lu              | Ma              | Me              | Gi              | Ve              | Sa              | Do              | Lu              | Ma              | Me              | Gi              | Ve              | Sa              |                 |
| Agosto          | Do              | Lu              | Ma              | Me              | Gi              | Ve              | Sa              | Do              | Lu              | Ma              | Me              | Gi              | Ve              | Sa              | Do              | Lu              | Ma              | Me              | Gi              | Ve              | Sa              | Do              | Lu              | Ma              | Me              | Gi              | Ve              | Sa              | Do              | Lu              | Ma              |                 |
| Settembre       | Me              | Gi              | Ve              | Sa              | Do              | Lu              | Ma              | Me              | Gi              | Ve              | Sa              | Do              | Lu              | Ma              | Me              | Gi              | Ve              | Sa              | Do              | Lu              | Ma              | Me              | Gi              | Ve              | Sa              | Do              | Lu              | Ma              | Me              | Gi              |                 |                 |
| Ottobre         | Ve              | Sa              | Do              | Lu              | Ma              | Me              | Gi              | Ve              | Sa              | Do              | Lu              | Ma              | Me              | Gi              | Ve              | Sa              | Do              | Lu              | Ma              | Me              | Gi              | Ve              | Sa              | Do              | Lu              | Ma              | Me              | Gi              | Ve              | Sa              | Do              |                 |
| Novembre        | Lu              | Ma              | Me              | Gi              | Ve              | Sa              | Do              | Lu              | Ma              | Me              | Gi              | Ve              | Sa              | Do              | Lu              | Ma              | Me              | Gi              | Ve              | Sa              | Do              | Lu              | Ma              | Me              | Gi              | Ve              | Sa              | Do              | Lu              | Ma              |                 |                 |
| Dicembre        | Me              | Gi              | Ve              | Sa              | Do              | Lu              | Ma              | Me              | Gi              | Ve              | Sa              | Do              | Lu              | Ma              | Me              | Gi              | Ve              | Sa              | Do              | Lu              | Ma              | Me              | Gi              | Ve              | Sa              | Do              | Lu              | Ma              | Me              | Gi              | Ve              |                 |